# Breaza, Buzău
Breaza este satul de reședință al comunei cu același nume din județul Buzău, Muntenia, România. Localitatea se afla în apropierea dealurilor Istriței, în vestul județului.